# L'Île des dauphins bleus
Pour plus de détails, voir Fiche technique et Distribution.
L'Île des dauphins bleus (titre original : Island of the Blue Dolphins) est un film américain de James B. Clark sorti en 1964.

## Synopsis
En 1835, un groupe de trafiquants de peaux humaines massacrent un village d'indiens. Seuls Karana et son frère Ramo en réchappent. Mais bientôt, Ramo meurt à son tour. Karana décide donc de survivre telle une Robin Crusoé...

## Fiche technique
- Titre original : Island of the Blue Dolphins
- Titre alternatif : Les Aventures de Karana la sauvage
- Réalisation : James B. Clark
- Scénario : Jane Klove et Ted Sherdeman d'après le roman de Scott O'Dell
- Directeur de la photographie : Leo Tover
- Montage : Ted J. Kent
- Musique : Paul Sawtell
- Costumes : Rosemary Odell
- Production : Robert B. Radnitz
- Genre : Film d'aventures
- Pays de production :  États-Unis
- Durée : 93 minutes (1 h 33)
- Date de sortie :
  - États-Unis : 3 juillet 1964 (New York), 10 septembre 1964
- Affiche : Constantin Belinsky (France)

## Distribution
- Celia Kaye (VF : Monique Thierry) : Karana
- Larry Domasin (VF : Benjamin Boda) : Ramo
- Ann Daniel : Tutok
- Carlos Romero (VF : Michel Gatineau) : Chowig
- George Kennedy (VF : Jacques Deschamps) : le capitaine Aleut (prononcé Aléoute en VF)
- Hal Jon Norman (VF : Alain Souchère) : Kimki
- Julie Payne (VF : Nicole Vervil) : Lurai
- Martin Garralaga : le prêtre